# Bijelo dugme (album)
Bijelo dugme sedmi je studijski album sarajevskog rock sastava Bijelo dugme, koji izlazi u prosincu 1984.g. Novi pjevač na albumu umjesto Željka Bebeka je Mladen Vojičić Tifa.
Željko Bebek je napustio sastav 23. travnja 1984.g., kada je objavljen njegov drugi solo album Mene tjera neki vrag, a umjesto njega na mjesto vokala dolazi Mladen Vojičić "Tifa". Tifa je prije Dugmeta svirao u sastavima "Top" i "Teška industrija". Bregović je prije Tife, mjesto pjevača ponudio Alenu Islamoviću (pjevač sastava "Divlje jagode") ali je ovaj odbio ponudu, jer je imao potpisan ugovor s Divljim jagodama i dogovorene nastupe u Londonu. Tifa zajedno s članovima Bijelog dugmeta ljeto provodi u Rovinju, gdje vježbaju materijal za novi album. Bregović u to vrijeme zajedno sa Zdravkom Čolićem u Sloveniji osniva izdavačku kuću "Kamarad", a za objavu albuma dogovara se s kućom "Diskoton".

## Kosovka devojka
Album izlazi u prosincu '84. godine, nazvan jednostavnim imenom Bijelo dugme, a na omotu se ne pojavljuju likovi članova sastava, nego slika Uroša Predića "Kosovka devojka". Materijal na albumu prikazuje Bregovića okrenutog prema folk glazbi, a gosti su "Orkestar narodnih instrumenata" RTV Skopje, Ladarice i Bora Đorđević, koji u skladbi "Pediculis pubis" zajedno pjeva s Tifom i Bregovićem. Tadašnja jugoslavenska himna "Hej, slaveni" pokrenula je čitavi val jugoslavenstva kod drugih sarajevskih sastava, a "Lipe cvatu, sve je isto k'o i lani" postaje najveći hit s novoga materijala. Tu su se još našle hit skladbe "Padaju zvijezde", "Jer kad ostariš", "Lažeš" i "Da te bogdo ne volim".

## Odlazak Tife
Tiraža albuma i posjeta na koncertima za vrijeme održavanja turneje, opet je premašila sva očekivanja. Nakon održanih koncerata, opet su se vratili klupskim nastupima, koje su održali u zagrebačkom klubu "Moša Pijade" (danas Boogaloo) i sarajevskoj "Slozi".
Tifa pod teretom slave i profesionalnih obaveza 1. listopada 1985.g. napušta Dugme i odlazi u Gabelu na dosluženje vojnog roka. S Bijelim dugmetom posljednji put nastupa 2. kolovoza na koncertu u Moskvi, kada su zajedno s Bajagom i instruktorima predstavljali domaću rock scenu na "Svjetskom festivalu omladine i studenata".

## Popis pjesama
1. "Hej, Slaveni" (Samuel Tomášik)
2. "Padaju zvijezde" (Bregović)
3. "Meni se ne spava" (Bregović)
4. "Za Esmu" (Bregović)
5. "Jer kad ostariš" (Bregović)
6. "Lipe cvatu, sve je isto k'o i lani" (Bregović)
7. "Pediculis pubis" (Bregović - Bora Đorđević/Bregović)
8. "Aiaio radi radio" (Bregović)
9. "Lažeš" (Bregović)
10. "Da te bogdo ne volim" (Bregović)

## Izvođači
- Goran Bregović – gitara
- Mladen Vojičić Tifa – vokal
- Zoran Redžić – bas-gitara
- Goran "Ipe" Ivandić – bubnjevi
- Vlado Pravdić – klavijature

#### Gosti
- Sonja Beran-Leskovšek – harfa
- Pece Atanasovski – gajde
- Ladarice – prateći vokali
- "Orkestar narodnih instrumenata" RTV Skopje
- Bora Đorđević – vokal na "Pediculis pubis"

### Produkcija
- Producent – Goran Bregović
- Ton majstor – Mufid Kosović (Studio I RTV Sarajevo)
- Ton majstor – ing. Škalec (RTV Zagreb, studio IV)
- Ton majstor – M. Gerasimova (RTV Skopje)

## Vanjske poveznice
- Discogs.com - »Bijelo dugme« (album)